# Đông Sơn, A Lưới
Đông Sơn là một xã miền núi biên giới thuộc huyện A Lưới, thành phố Huế, Việt Nam.
Xã Đông Sơn có diện tích 26,4 km², dân số năm 1999 là 1.081 người và mật độ dân số đạt 41 người/km².

## Hành chính
Tính đến năm 2015 (theo Nghị quyết 09/NQ-HĐND tỉnh), xã Đông Sơn có 3 thôn: Loah-Ta Vai, Ka Vá, Tru-Chaih.